# Flipper
 For alternative betydninger, se Flipper (flertydig). (Se også artikler, som begynder med Flipper)
Flipper betegner typisk en person, der benytter sig af afslappet og alternativt tøj. Flippere lader også ofte både hår og skæg gro, og den stereotype flipper er også venstreorienteret. Visse flippere har dreadlocks, og det er heller ikke unormalt for en flipper at undlade at rede sit hår.[kilde mangler] Der er ikke nogen bestemte regler for, hvordan man skal være, eller hvordan man skal se ud, og naturligvis er ikke alle flippere ubarbererede, venstreorienterede og går med peacebadges på trøjen.
Flipperne er ofte socialister, kommunister eller anarkister og de vil ofte gå ind for verdensfred og sammenhold. Mange flippere sætter også spørgsmålstegn ved frihandel og det frie markeds kræfter.[kilde mangler] I modsætning til mange andre autonome grupper går flippere typisk ikke ind for vold som en måde at opnå noget på.[kilde mangler]